# البتان
البتان (به ایتالیایی: Albettone) یک سکونتگاه مسکونی در ایتالیا است که در استان ویچنزا واقع شده‌است.

## خصوصیات
البتان ۱۹ کیلومترمربع مساحت و ۲٬۱۲۴ نفر جمعیت دارد و ۱۹ متر بالاتر از سطح دریا واقع شده‌است.